# Mighty Gunvolt
 (mai 2017).
Si vous disposez d'ouvrages ou d'articles de référence ou si vous connaissez des sites web de qualité traitant du thème abordé ici, merci de compléter l'article en donnant les références utiles à sa vérifiabilité et en les liant à la section « Notes et références ».
Mighty Gunvolt (マイティガンヴォルト, Maiti Ganvoruto) est un jeu vidéo de plates-formes développé et édité par Inti Creates, sorti en 2014 sur Windows, PlayStation 4, Nintendo 3DS et PlayStation Vita. Le jeu est un accompagnement du jeu d'Inti Creates Azure Striker Gunvolt, comprend également des personnages de Gal*Gun et de Mighty No. 9. Le jeu est sorti sur le Nintendo eShop au Japon et en Amérique du Nord en août 2014 et plus tard dans les régions PAL en avril 2015. Un portage pour PlayStation 4 et PlayStation Vita, intitulé Gal Gunvolt (ぎゃるガンヴォルト, Gyaru Ganvoruto), est sorti au Japon en août 2015. Une version de l'original Mighty Gunvolt a été publiée pour Microsoft Windows, et était disponible gratuitement pour les acheteurs d'Azure Striker Gunvolt cours du premier mois de sa sortie. Une suite intitulée Mighty Gunvolt Burst (マイティガンヴォルト バースト, Maiti Ganvoruto Bāsuto) a été lancée en juin 2017.

## Système de jeu

### Généralités
Mighty Gunvolt est un jeu de plates-formes s’inspirant des canons de l'époque des consoles 8-bit tel que la NES. Le jeu puise grandement ses inspiration de la série de jeu Mega Man.

### Personnages
Il y a 3 personnages jouables : Gunvolt, de la série de jeu Azure Striker Gunvolt qui peut faire un double saut et une attaque électrique chargée, Ekoro de la série Gal*Gun qui peut flotter un court instant dans les airs et envoûter des ennemis pour qu'ils vous servent d’allier, et Beck du jeu de Kenji Inafune Mighty No. 9 qui peut faire une charge sur ses opposant et qui peut aussi faire une glissade pour atteindre les endroits les plus étroits,.
Toutes les étapes se terminent dans une bataille de boss, dont beaucoup sont les adeptes Sumeragi d'Azure Striker Gunvolt, mais avec quelques différences dans leurs attaques ou modèles. En outre, l'un des adeptes, Zonda, intervient et combat le personnage du joueur, dans une situation inverse d'Azure Striker Gunvolt, où Copen tue Zonda et se bat à la place. La bataille du boss Zonda a été modifiée et adaptée pour Azure Striker Gunvolt 2.

### Niveaux
Le jeu possède 5 niveaux jouables plus 4 autres disponibles en DLC :
- Les niveaux :

1. Train
2. School
3. Lab
4. Tower
5. Mirror

- Les niveaux du Warp (Les niveaux du DLC) :

1. Factory
2. Bio Lab
3. Highway
4. Gym